# Årstavägen
Årstavägen är en gata i stadsdelen Årsta i Söderort inom Stockholms kommun. Gatan namngavs 1941 efter stadsdelen Årsta som fick sitt namn 1926, som i sin tur fått sitt namn efter Årsta gård.

## Beskrivning
Gatan, som utgör huvudgatan genom Årsta, börjar vid en  cirkulationsplatsen med Johanneshovsvägen i sydost och sträcker sig till korsningen med Svärdlångsvägen/Tavelsjövägen i nordväst. Gatan korsar bland annat Ottsjövägen, Åmänningevägen och vid en cirkulationsplats möter den Hjälmarsvägen och Bråviksvägen. Årstafruns park ligger intill gatan. Längden på gatan är cirka 1400 meter.
Bebyggelsen utgörs huvudsakligen av bostadshus, uppförda under 1940-talet. Vid anslutningen mot Johanneshovsvägen pågår för närvarande (2016) en omfattande nybebyggelse. Årsta centrum och en rad olika butiker och restauranger är belägna vid gatan, bland annat en Ica. Förskolan Torget är även belägen vid gatan.
Buss 160, 164 och 168 trafikerar en del av gatan. Gatan har fyra busshållplatser, Ottsjövägen, Åmänningevägen, Årsta torg och Bråviksvägen. Årstavägen trafikerades 1950 till 1964 av trådbussar.

## Bilder

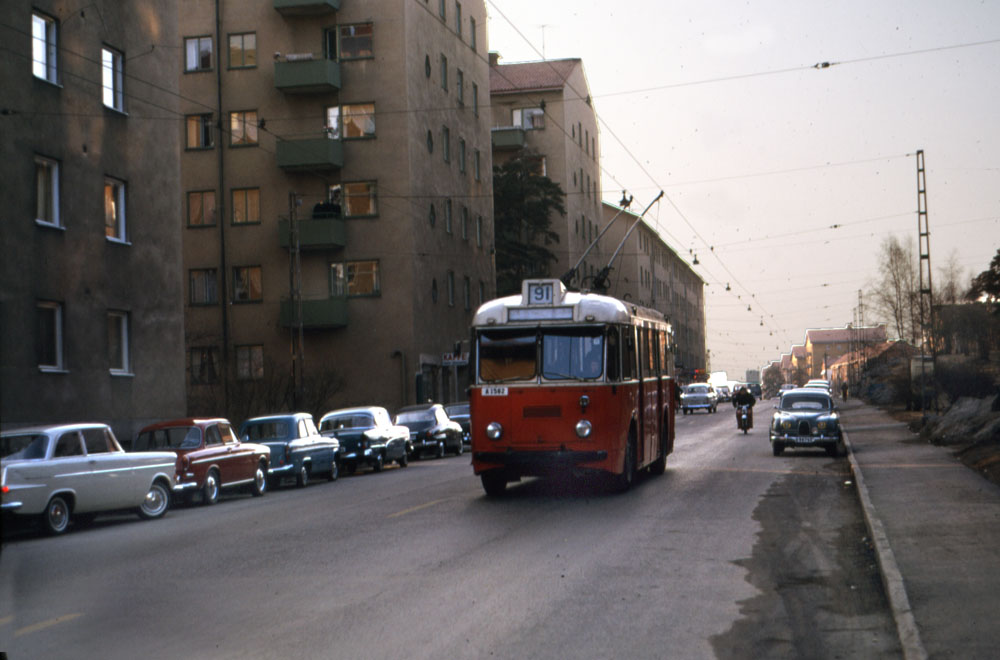
En trådbuss på linje 91 på Årstavägen, april 1964.
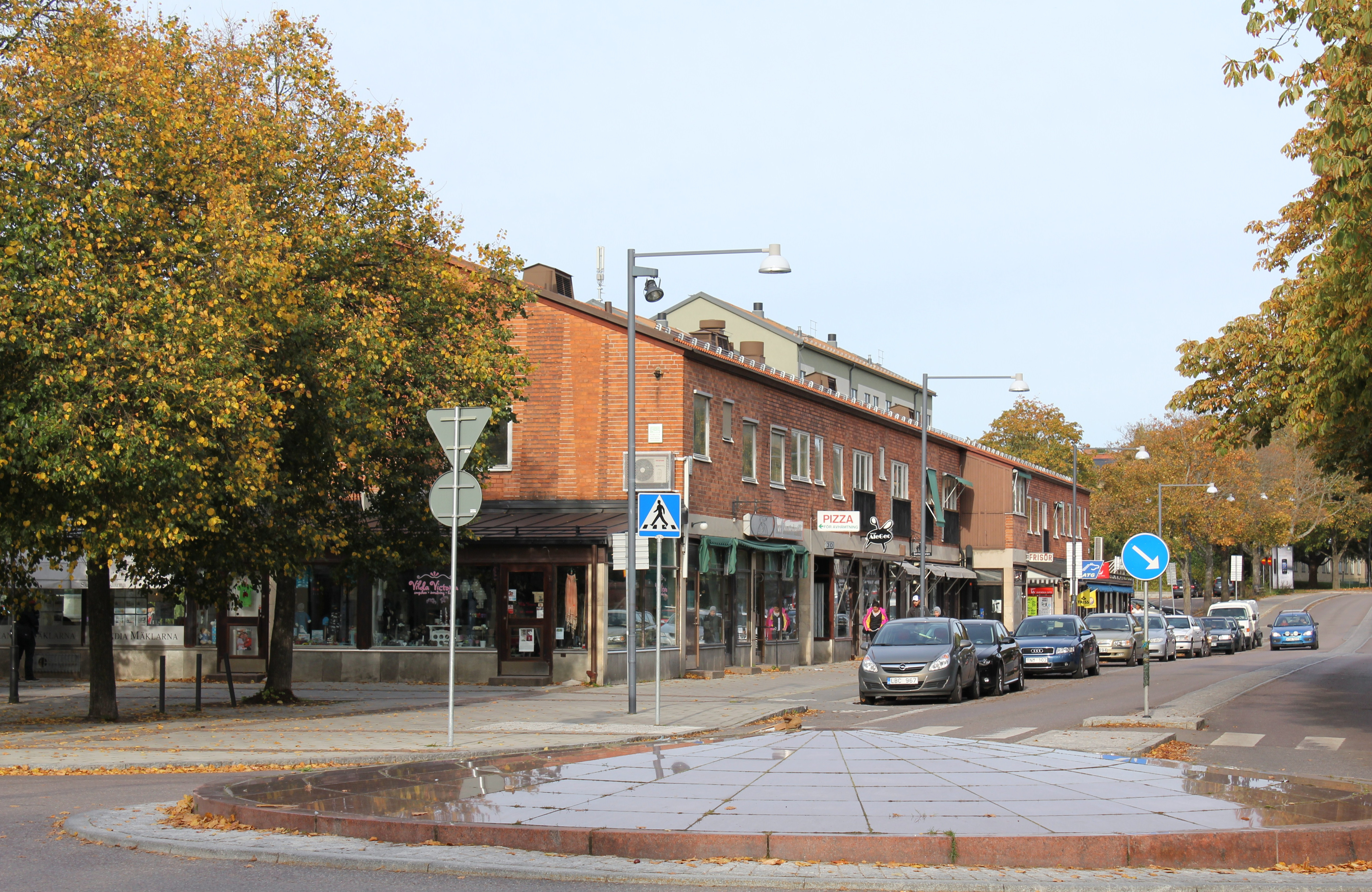
Cirkulationsplatsen där Hjälmarsvägen, Årstavägen och Bråviksvägen möts, oktober 2011.
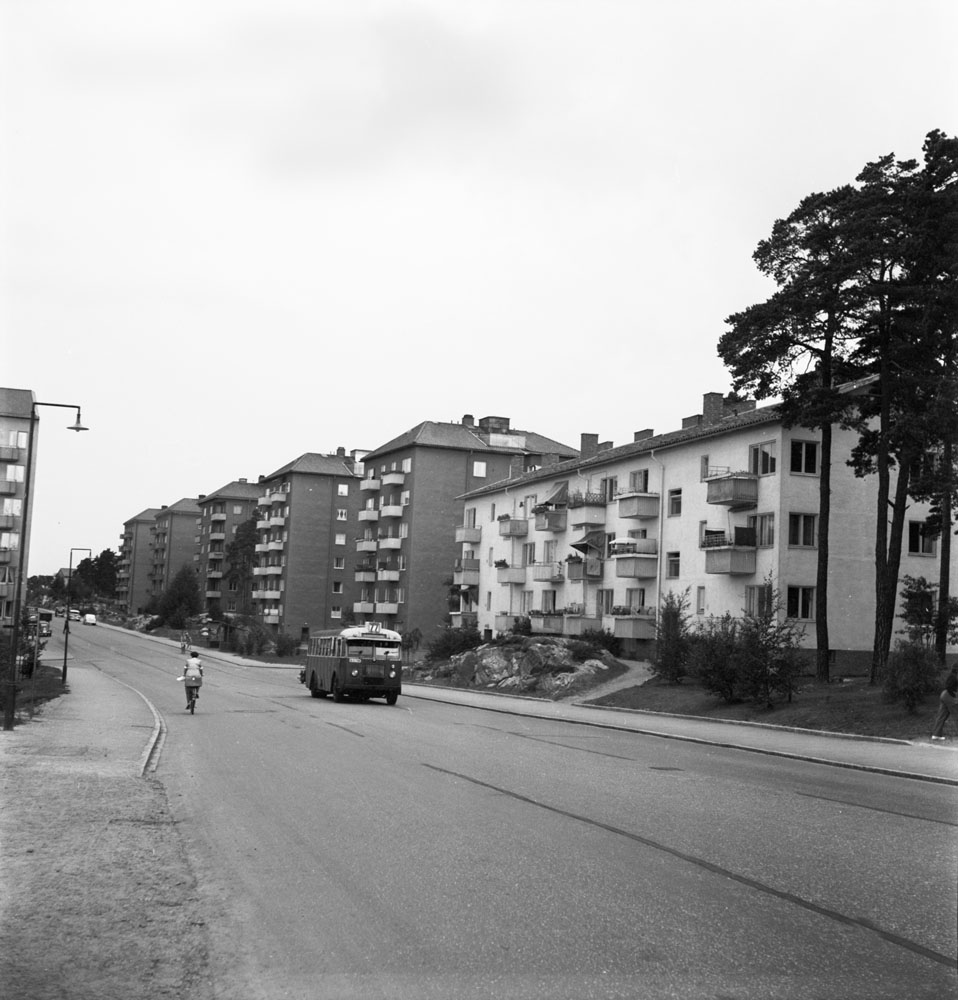
Årstavägen augusti 1950, bussen är på väg ner mot dåvarande Huddingevägen (nuvarande Johanneshovsvägen). Huset närmast till höger är Årstavägen 12-16.
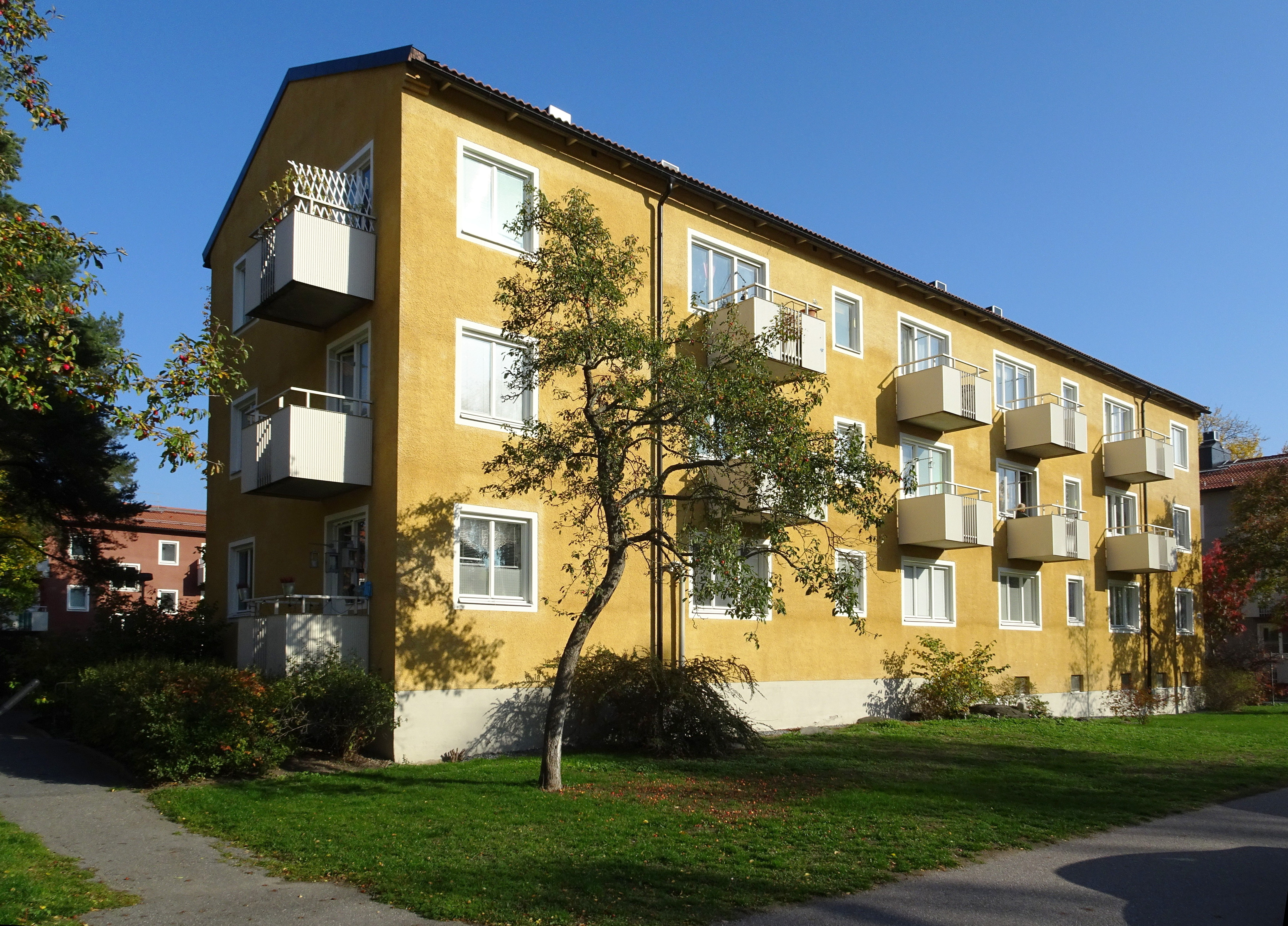
Flerbostadshus vid Årstavägen 88, arkitekt Nils Sterner. Bilden är tagen oktober 2018.